# Hans Rasp
Hans Rasp (* 25. Juli 1895 in Monsheim; † 30. März 1966 in Freiburg im Breisgau) war ein deutscher Bibliothekar.

## Leben
Hans Rasp wurde 1895 in Monsheim bei Worms geboren. Er verbrachte seine Kindheit und Schulzeit in Darmstadt. Nach dem Abitur 1913 studierte er Geschichte, semitische Philologie und Religionswissenschaft in Gießen und Berlin. Nach einer Zeit des Kriegsdienstes nahm er das Studium wieder auf und schloss es 1920/21 mit dem Staatsexamen und der Promotion ab. Seine Dissertation befasste sich mit Flavius Josephus. Anschließend war er kurz im Schuldienst tätig. Schon 1922 wechselte er in den Bibliotheksdienst und wurde Volontär an der Universitätsbibliothek in Gießen. Ab 1926 war er dort planmäßiger Bibliothekar. 1933 musste Rasp seinen Posten aufgeben und wurde zwangsweise an der Augustinerschule in Friedberg eingesetzt. 1943 wurde er an die Hessische Landesbibliothek nach Darmstadt versetzt.
1946 übernahm Rasp die Leitung der Hessischen Landesbibliothek, die im Juli 1948 durch Erlass des Kultusministeriums unter Erwin Stein mit der Hochschulbibliothek der TH Darmstadt fusioniert wurde. Beide Bibliotheken hatten durch die Darmstädter Brandnacht vom 11. September 1944 erhebliche Verluste der Bestände zu verzeichnen. Die Hessische Staatsbibliothek hatte einen Verlust von ca. 400.000 der ca. 720.000 Bände zu verzeichnen. Die Hochschulbibliothek war von ca. 165.000 Bänden auf 35.000 Bände geschrumpft.
Rasp gelang es die neue Hessisches Landes- und Hochschulbibliothek, die anfangs noch im Kellergeschoss des ausgebrannten Darmstädter Residenzschlosses untergebracht war, neu aufzubauen und die räumlichen und bibliothekarischen Verhältnisse sukzessive zu verbessern. Rasp hat hier wichtige Impulse und Anregungen gegeben. So wurden auf seine Initiative Räumlichkeiten für Ausstellungen sowie ein Vortrags- und Musiksaal geschaffen. Die in diesen Räumen organisierten Ausstellungen und Kulturveranstaltungen haben das Kulturleben Darmstadts nach dem Zweiten Weltkrieg maßgeblich beeinflusst. Am Ende seiner Amtszeit war der Bestand der Hessischen Landes- und Hochschulbibliothek auf einen neuen Höchststand von ca. 800.000 Bänden angestiegen.
Hans Rasp war langjähriger Mitarbeiter der Historischen Zeitschrift und hat zahlreiche Beiträge veröffentlicht. Nach seiner Pensionierung Ende Juli 1961 zog Hans Rasp nach Freiburg im Breisgau, wo er bereits im März 1966 im Alter von 70 Jahren verstarb. Er wurde auf dem Waldfriedhof Darmstadt (Grabstelle: L 8a 100a) begraben.

## Ehrungen
- 1960: Ehrensenator der TH Darmstadt
- 1961: Silberne Verdienstplakette der Stadt Darmstadt.

## Veröffentlichungen
- 1959: Die Handschriften der Hessischen Landes- und Hochschulbibliothek, Darmstadt.
- 1960: Die Hessische Landes- und Hochschulbibliothek, Darmstadt.